# R-Wert (Werkstoffprüfung)
Der r-Wert (auch senkrechte Anisotropie) stellt in der Werkstofftechnik ein dimensionsloses Maß für die Anisotropie von plastischen Verformungen in Blechproben dar. Der r-Wert kann nach DIN EN ISO 10113 im einachsigen Zugversuch ermittelt werden.

## Berechnung
Berechnet wird der mittlere r-Wert über folgende Gleichungen: 
{\displaystyle r={\frac {\ln(b_{1}/b_{0})}{\ln(s_{1}/s_{0})}}}
{\displaystyle r_{m}={\frac {r_{0}+2r_{\text{45deg}}+r_{\text{90deg}}}{4}}}
- r-Werte > 1: Breitenrichtung ist Hauptfließrichtung
- r-Wert  = 1: Isotropie des Werkstoffes

Typische r-Werte für Stähle liegen im Bereich von ca. 0,8 bis 2,2.
Die Isotropie von Blechen ist wichtig für das Verhalten beim Tiefziehen, etwa bei der Herstellung von Getränkedosen oder Pkw-Karosserieteilen.
Die Verteilung der r-Werte über die Blechebene („Zipfeligkeit“) wird durch die ebene Anisotropie dargestellt:
{\displaystyle r_{\text{eben}}={\frac {r_{0}-2r_{\text{45deg}}+r_{\text{90deg}}}{2}}.}